# Володин, Геннадий Григорьевич
Володин Геннадий Григорьевич (1936 — 2013), русский поэт, основная тематика произведений — природа и история Алтая. переводчик с алтайского и немецкого языков. Геннадий Григорьевич Володин родился в 1936 году в Барнауле, там же прошло его детство.
После окончания семи классов работал реечником в геодезическом отряде.
Учился в топографическом техникуме, служил в армии, сотрудничал с газетами и работал корреспондентом, литературным сотрудником, ответственным секретарём, редактором.Был дружен с поэтами Л.Мерзликиным, Н. М. Рубцовым, писателями В.Астафьевым,В.Беловым,А.Вампиловым и с многими другими известными литераторами.
Его стихи и статьи начали публиковать в 1955 году.
Руководил краевым литобъединением при газете «Молодёжь Алтая» и при краевой писательской организации.
В 1960-е годы – работал ответственным секретарём красногорской районной газеты.
Соавтор и редактор нескольких сборников: «Рабочий – поэт», «Голос солдатского сердца», «Поэзия рабочих рук», «Мне двадцать лет», «Лирика» и др.
Его повесть «Мы стоим на Быстрянке» в рецензии журнала «Знамя» (1964 г.). Володин – автор 7 книг стихотворений, изданных Алтайским книжным издательством: три детские – «Лесные новости», «Почему карась на дне живёт», «Сластёна» и четыре для взрослых – «Я иду по тайге», «Гудки», «Берёзовый свет», «Росынька». Общий тираж его книг – почти пять миллионов экземпляров.
В 2005 году за книгу избранных стихотворений «Волны души» он был удостоен краевой премии имени Л.С. Мерзликина.
Последние 20 лет Геннадий Григорьевич особенно крепко дружил и сотрудничал с Центральной городской библиотекой Новоалтайска, которая посвятила его творчеству библиографический указатель и тематический сборник, организовывала и проводила творческие вечера к его недавнему юбилею, а в этом году успешно выдвинула рукопись стихотворений поэта на издание отдельной книгой в рамках губернаторского конкурса 2013 года.
22 сентября 2013 года он умер в своём доме, похоронен 24 сентября на новоалтайском кладбище.